# Европско првенство у атлетици у дворани 1975 — штафета 4 х 2 круга за мушкарце
Такмичење штафета 4 х 2 круга у мушкој конкуренцији на 5. Европском првенству у атлетици у дворани 1975. одржано је 9. марта 1975.  године у Спортско-забавној дворани Сподек у Катовицама, (Пољска). .
Пошто је кружна стаза у Катовицама износила 160 метара, није се могло одржати такмичење штафета 4 х 400 метара јер су два круга уместо 400 метара износила 320 метра, тако да је било немогуће измене штафета извршити на местима које та трка по правилима ИААФ предвиђа, па је назив ове дисциплине био штафета 4 х 2 круга. Победницама се рачунају медаље, а постигнути резултати не, јер су постигнути у дисциплини која званично не постоји.
Учествовало је 12 такмичара у 3 штафете из исто толико земаља.

## Резултати

### Коначан пласман
| Пласман | Атлетичарт                                                         | Земља           | Резултат | Белешка |
| ------- | ------------------------------------------------------------------ | --------------- | -------- | ------- |
|         | Клаус Ел Франц Петер Хофмајстер Карл Хонц Херман Келер             | Западна Немачка | 2:29,9   |         |
|         | Вјеслав Пухолски Роман Сједлецки Јержи Влодарчук Едвард Романовски | Пољска          | 3:05,4   |         |
|         | Красимир Гутев Нарцис Попов Јордан Јорданов Јанко Братанов         | Бугарска        | 2:32,1   |         |